# Harry Lighton
 (avril 2025).
Si vous disposez d'ouvrages ou d'articles de référence ou si vous connaissez des sites web de qualité traitant du thème abordé ici, merci de compléter l'article en donnant les références utiles à sa vérifiabilité et en les liant à la section « Notes et références ».
Harry Lighton, né le 20 octobre 1992, est un réalisateur et scénariste britannique.

## Biographie
Sauf indication contraire, les informations mentionnées dans cette section peuvent être confirmées par la base de données cinématographiques IMDb,  présente dans la section « Liens externes ».
Harry Lighton naît le 20 octobre 1992. Il est le fils de Sir Thomas Hamilton Lighton, 9e baronnet de Merville. Il grandit dans un environnement où l'éducation et la culture occupaient une place centrale. Il fait ses études au Collège d'Eton[réf. nécessaire].
Lighton se fait remarquer en 2017 avec son court métrage primé, Wren Boys, qui aborde des thèmes sociaux complexes avec une sensibilité et une profondeur uniques[réf. nécessaire].
En 2025, il fait ses débuts dans le long métrage avec Pillion, une adaptation du roman Box Hill d'Adam Mars-Jones avec en vedette les acteurs Alexander Skarsgård et Harry Melling.

## Filmographie partielle
- 2016 :  Knitlab: XY  (court métrage, uniquement réalisation)
- 2016 : Sunday Morning Coming Down  (court métrage)
- 2017 : Look at Me (court métrage, uniquement réalisation, en collaboration avec Marco Alessi et Patrick G. Lee)
- 2017 : Wren Boys  (court métrage)
- 2018 : Leash (court métrage)
- 2019 : Pompeii (court métrage)
- 2025 : Pillion

## Distinctions

### Récompense
- Festival de Cannes 2025 : prix du meilleur scénario de la section Un certain regard pour Pillion [2].